# Формула-1 — Чемпіонат 2001
Формула-1 2001 року — сезон чемпіонату світу з автоперегонів у класі Формула-1, який проводився під егідою FIA. Чемпіонат проходив у період з березня по жовтень та складався з 17 Гран-прі. Сезон розпочався на Гран-прі Австралії 4 березня та закінчився на Гран-прі Японії 14 жовтня. Міхаель Шумахер здобув свій четвертий титул із семи, а його команда Ferrari виборола Кубок конструкторів.

## Команди та пілоти
Наступні команди та пілоти брали участь у Чемпіонаті світу 2001 року. 
| Команда                      | Конструктор      | Шасі       | Двигун†         | Шини | №  | Пілот                  | Гран-прі |
| ---------------------------- | ---------------- | ---------- | --------------- | ---- | -- | ---------------------- | -------- |
| Scuderia Ferrari Marlboro    | Ferrari          | F2001      | Ferrari 050     | B    | 1  | Міхаель Шумахер        | Всі      |
| Scuderia Ferrari Marlboro    | Ferrari          | F2001      | Ferrari 050     | B    | 2  | Рубенс Баррікелло      | Всі      |
| West McLaren Mercedes        | McLaren-Mercedes | MP4-16     | Mercedes FO110K | B    | 3  | Міка Гаккінен          | Всі      |
| West McLaren Mercedes        | McLaren-Mercedes | MP4-16     | Mercedes FO110K | B    | 4  | Девід Култгард         | Всі      |
| BMW WilliamsF1 Team          | Williams-BMW     | FW23       | BMW P80         | M    | 5  | Ральф Шумахер          | Всі      |
| BMW WilliamsF1 Team          | Williams-BMW     | FW23       | BMW P80         | M    | 6  | Хуан-Пабло Монтоя      | Всі      |
| Mild Seven Benetton Renault  | Benetton-Renault | B201       | Renault RS21    | M    | 7  | Джанкарло Фізікелла    | Всі      |
| Mild Seven Benetton Renault  | Benetton-Renault | B201       | Renault RS21    | M    | 8  | Дженсон Баттон         | Всі      |
| Lucky Strike BAR Honda       | BAR-Honda        | 003        | Honda RA001E    | B    | 9  | Олів'є Паніс           | Всі      |
| Lucky Strike BAR Honda       | BAR-Honda        | 003        | Honda RA001E    | B    | 10 | Жак Вільнев            | Всі      |
| Benson & Hedges Jordan Honda | Jordan-Honda     | EJ11       | Honda RA001E    | B    | 11 | Гайнц-Гаральд Френтцен | 1–11     |
| Benson & Hedges Jordan Honda | Jordan-Honda     | EJ11       | Honda RA001E    | B    | 11 | Рікарду Зонта          | 8, 12    |
| Benson & Hedges Jordan Honda | Jordan-Honda     | EJ11       | Honda RA001E    | B    | 11 | Ярно Труллі            | 13–17    |
| Benson & Hedges Jordan Honda | Jordan-Honda     | EJ11       | Honda RA001E    | B    | 12 | Ярно Труллі            | 1–12     |
| Benson & Hedges Jordan Honda | Jordan-Honda     | EJ11       | Honda RA001E    | B    | 12 | Жан Алезі              | 13–17    |
| Orange Arrows Asiatech       | Arrows-Asiatech  | A22        | Asiatech 001    | B    | 14 | Йос Ферстаппен         | Всі      |
| Orange Arrows Asiatech       | Arrows-Asiatech  | A22        | Asiatech 001    | B    | 15 | Енріке Бернольді       | Всі      |
| Red Bull Sauber Petronas     | Sauber-Petronas  | C20        | Petronas 01A    | B    | 16 | Нік Гайдфельд          | Всі      |
| Red Bull Sauber Petronas     | Sauber-Petronas  | C20        | Petronas 01A    | B    | 17 | Кімі Ряйкконен         | Всі      |
| Jaguar Racing F1 Team        | Jaguar-Cosworth  | R2         | Cosworth CR-3   | M    | 18 | Едді Ірвайн            | Всі      |
| Jaguar Racing F1 Team        | Jaguar-Cosworth  | R2         | Cosworth CR-3   | M    | 19 | Лучано Бурті           | 1–4      |
| Jaguar Racing F1 Team        | Jaguar-Cosworth  | R2         | Cosworth CR-3   | M    | 19 | Педро де ла Роса       | 5–17     |
| European Minardi F1          | Minardi-European | PS01 PS01B | European        | M    | 20 | Тарсу Маркес           | 1–14     |
| European Minardi F1          | Minardi-European | PS01 PS01B | European        | M    | 20 | Алекс Юн               | 15–17    |
| European Minardi F1          | Minardi-European | PS01 PS01B | European        | M    | 21 | Фернандо Алонсо        | Всі      |
| Prost Acer                   | Prost-Acer       | AP04       | Acer 01A        | M    | 22 | Жан Алезі              | 1–12     |
| Prost Acer                   | Prost-Acer       | AP04       | Acer 01A        | M    | 22 | Гайнц-Гаральд Френтцен | 13–17    |
| Prost Acer                   | Prost-Acer       | AP04       | Acer 01A        | M    | 23 | Ґастон Маццакане       | 1–4      |
| Prost Acer                   | Prost-Acer       | AP04       | Acer 01A        | M    | 23 | Лучано Бурті           | 5–14     |
| Prost Acer                   | Prost-Acer       | AP04       | Acer 01A        | M    | 23 | Томаш Енге             | 15–17    |
| Джерело:                     |                  |            |                 |      |    |                        |          |

- Усі двигуни були в конфігурації V10 з робочим об’ємом 3,0 л.[5]

## Календар
| №        | Гран-прі                  | Траса                                        | Дата       |
| -------- | ------------------------- | -------------------------------------------- | ---------- |
| 1        | Гран-прі Австралії        | Альберт-Парк, Мельбурн                       | 4 березня  |
| 2        | Гран-прі Малайзії         | Міжнародний автодром Сепанг, Куала-Лумпур    | 18 березня |
| 3        | Гран-прі Бразилії         | Інтерлагус, Сан-Паулу                        | 1 квітня   |
| 4        | Гран-прі Сан-Марино       | Автодром Енцо та Діно Феррарі, Імола         | 15 квітня  |
| 5        | Гран-прі Іспанії          | Каталунья, Монмало                           | 29 квітня  |
| 6        | Гран-прі Австрії          | А1-Ринг, Шпільберг                           | 13 травня  |
| 7        | Гран-прі Монако           | Міська траса Монте-Карло, Монте-Карло        | 27 травня  |
| 8        | Гран-прі Канади           | Автодром імені Жиля Вільнева, Монреаль       | 10 червня  |
| 9        | Гран-прі Європи           | Нюрбургринг, Нюрбург                         | 24 червня  |
| 10       | Гран-прі Франції          | Невер Маньї-Кур, Маньї-Кур                   | 1 липня    |
| 11       | Гран-прі Великої Британії | Автодром Сільверстоун, Сільверстоун          | 15 липня   |
| 12       | Гран-прі Німеччини        | Гоккенгаймринг, Гоккенгайм                   | 29 липня   |
| 13       | Гран-прі Угорщини         | Хунгароринг, Модьород                        | 19 серпня  |
| 14       | Гран-прі Бельгії          | Спа-Франкоршам, Спа                          | 2 вересня  |
| 15       | Гран-прі Італії           | Автодром Монца, Монца                        | 16 вересня |
| 16       | Гран-прі США              | Індіанаполіс Мотор Спідвей, Спідвей, Індіана | 30 вересня |
| 17       | Гран-прі Японії           | Міжнародний автодром Судзука, Судзука        | 14 жовтня  |
| Джерело: |                           |                                              |            |

## Результати та положення в заліках

### Гран-прі
| №        | Гран-прі                  | Поул-позиція      | Швидке коло       | Переможець        | Конструктор      | Звіт |
| -------- | ------------------------- | ----------------- | ----------------- | ----------------- | ---------------- | ---- |
| 1        | Гран-прі Австралії        | Міхаель Шумахер   | Міхаель Шумахер   | Міхаель Шумахер   | Ferrari          | Звіт |
| 2        | Гран-прі Малайзії         | Міхаель Шумахер   | Міка Гаккінен     | Міхаель Шумахер   | Ferrari          | Звіт |
| 3        | Гран-прі Бразилії         | Міхаель Шумахер   | Ральф Шумахер     | Девід Култгард    | McLaren-Mercedes | Звіт |
| 4        | Гран-прі Сан-Марино       | Девід Култгард    | Ральф Шумахер     | Ральф Шумахер     | Williams-BMW     | Звіт |
| 5        | Гран-прі Іспанії          | Міхаель Шумахер   | Міхаель Шумахер   | Міхаель Шумахер   | Ferrari          | Звіт |
| 6        | Гран-прі Австрії          | Міхаель Шумахер   | Девід Култгард    | Девід Култгард    | McLaren-Mercedes | Звіт |
| 7        | Гран-прі Монако           | Девід Култгард    | Девід Култгард    | Міхаель Шумахер   | Ferrari          | Звіт |
| 8        | Гран-прі Канади           | Міхаель Шумахер   | Ральф Шумахер     | Ральф Шумахер     | Williams-BMW     | Звіт |
| 9        | Гран-прі Європи           | Міхаель Шумахер   | Хуан-Пабло Монтоя | Міхаель Шумахер   | Ferrari          | Звіт |
| 10       | Гран-прі Франції          | Ральф Шумахер     | Девід Култгард    | Міхаель Шумахер   | Ferrari          | Звіт |
| 11       | Гран-прі Великої Британії | Міхаель Шумахер   | Міка Гаккінен     | Міка Гаккінен     | McLaren-Mercedes | Звіт |
| 12       | Гран-прі Німеччини        | Хуан-Пабло Монтоя | Хуан-Пабло Монтоя | Ральф Шумахер     | Williams-BMW     | Звіт |
| 13       | Гран-прі Угорщини         | Міхаель Шумахер   | Міка Гаккінен     | Міхаель Шумахер   | Ferrari          | Звіт |
| 14       | Гран-прі Бельгії          | Хуан-Пабло Монтоя | Міхаель Шумахер   | Міхаель Шумахер   | Ferrari          | Звіт |
| 15       | Гран-прі Італії           | Хуан-Пабло Монтоя | Ральф Шумахер     | Хуан-Пабло Монтоя | Williams-BMW     | Звіт |
| 16       | Гран-прі США              | Міхаель Шумахер   | Хуан-Пабло Монтоя | Міка Гаккінен     | McLaren-Mercedes | Звіт |
| 17       | Гран-прі Японії           | Міхаель Шумахер   | Ральф Шумахер     | Міхаель Шумахер   | Ferrari          | Звіт |
| Джерело: |                           |                   |                   |                   |                  |      |

### Пілоти
Очки отримують перші шість пілотів.
| Позиція | 1-ша | 2-га | 3-тя | 4-та | 5-та | 6-та |
| Очки    | 10   | 6    | 4    | 3    | 2    | 1    |

| Поз.     | Пілот                  | АВС  | МАЛ  | БРА  | СМР  | ІСП  | АВТ  | МОН  | КАН  | ЄВР  | ФРА  | ВЕЛ  | НІМ  | УГО  | БЕЛ  | ІТА  | США  | ЯПО  | Очки |
| -------- | ---------------------- | ---- | ---- | ---- | ---- | ---- | ---- | ---- | ---- | ---- | ---- | ---- | ---- | ---- | ---- | ---- | ---- | ---- | ---- |
| 1        | Міхаель Шумахер        | 1    | 1    | 2    | Схід | 1    | 2    | 1    | 2    | 1    | 1    | 2    | Схід | 1    | 1    | 4    | 2    | 1    | 123  |
| 2        | Девід Култгард         | 2    | 3    | 1    | 2    | 5    | 1    | 5    | Схід | 3    | 4    | Схід | Схід | 3    | 2    | Схід | 3    | 3    | 65   |
| 3        | Рубенс Баррікелло      | 3    | 2    | Схід | 3    | Схід | 3    | 2    | Схід | 5    | 3    | 3    | 2    | 2    | 5    | 2    | 15†  | 5    | 56   |
| 4        | Ральф Шумахер          | Схід | 5    | Схід | 1    | Схід | Схід | Схід | 1    | 4    | 2    | Схід | 1    | 4    | 7    | 3    | Схід | 6    | 49   |
| 5        | Міка Гаккінен          | Схід | 6    | Схід | 4    | 9†   | Схід | Схід | 3    | 6    | НС   | 1    | Схід | 5    | 4    | Схід | 1    | 4    | 37   |
| 6        | Хуан-Пабло Монтоя      | Схід | Схід | Схід | Схід | 2    | Схід | Схід | Схід | 2    | Схід | 4    | Схід | 8    | Схід | 1    | Схід | 2    | 31   |
| 7        | Жак Вільнев            | Схід | Схід | 7    | Схід | 3    | 8    | 4    | Схід | 9    | Схід | 8    | 3    | 9    | 8    | 6    | Схід | 10   | 12   |
| 8        | Нік Гайдфельд          | 4    | Схід | 3    | 7    | 6    | 9    | Схід | Схід | Схід | 6    | 6    | Схід | 6    | Схід | 11   | 6    | 9    | 12   |
| 9        | Ярно Труллі            | Схід | 8    | 5    | 5    | 4    | ДСК  | Схід | 11†  | Схід | 5    | Схід | Схід | Схід | Схід | Схід | 4    | 8    | 12   |
| 10       | Кімі Ряйкконен         | 6    | Схід | Схід | Схід | 8    | 4    | 10   | 4    | 10   | 7    | 5    | Схід | 7    | НС   | 7    | Схід | Схід | 9    |
| 11       | Джанкарло Фізікелла    | 13   | Схід | 6    | Схід | 14   | Схід | Схід | Схід | 11   | 11   | 13   | 4    | Схід | 3    | 10   | 8    | 17†  | 8    |
| 12       | Едді Ірвайн            | 11   | Схід | Схід | Схід | Схід | 7    | 3    | Схід | 7    | Схід | 9    | Схід | Схід | НС   | Схід | 5    | Схід | 6    |
| 13       | Гайнц-Гаральд Френтцен | 5    | 4    | 11†  | 6    | Схід | Схід | Схід | Від  | Схід | 8    | 7    |      | Схід | 9    | Схід | 10   | 12   | 6    |
| 14       | Олів'є Паніс           | 7    | Схід | 4    | 8    | 7    | 5    | Схід | Схід | Схід | 9    | Схід | 7    | Схід | 11   | 9    | 11   | 13   | 5    |
| 15       | Жан Алезі              | 9    | 9    | 8    | 9    | 10   | 10   | 6    | 5    | 15†  | 12   | 11   | 6    | 10   | 6    | 8    | 7    | Схід | 5    |
| 16       | Педро де ла Роса       |      |      |      |      | Схід | Схід | Схід | 6    | 8    | 14   | 12   | Схід | 11   | Схід | 5    | 12   | Схід | 3    |
| 17       | Дженсон Баттон         | 14†  | 11   | 10   | 12   | 15   | Схід | 7    | Схід | 13   | 16†  | 15   | 5    | Схід | Схід | Схід | 9    | 7    | 2    |
| 18       | Йос Ферстаппен         | 10   | 7    | Схід | Схід | 12   | 6    | 8    | 10†  | Схід | 13   | 10   | 9    | 12   | 10   | Схід | Схід | 15   | 1    |
| 19       | Рікарду Зонта          |      |      |      |      |      |      |      | 7    |      |      |      | Схід |      |      |      |      |      | 0    |
| 20       | Лучано Бурті           | 8    | 10   | Схід | 11   | 11   | 11   | Схід | 8    | 12   | 10   | Схід | Схід | Схід | НС   |      |      |      | 0    |
| 21       | Енріке Бернольді       | Схід | Схід | Схід | 10   | Схід | Схід | 9    | Схід | Схід | Схід | 14   | 8    | Схід | 12   | Схід | 13   | 14   | 0    |
| 22       | Тарсу Маркес           | Схід | 14   | 9    | Схід | 16   | Схід | Схід | 9    | Схід | 15   | НКВ  | Схід | Схід | 13   |      |      |      | 0    |
| 23       | Фернандо Алонсо        | 12   | 13   | Схід | Схід | 13   | Схід | Схід | Схід | 14   | 17†  | 16   | 10   | Схід | НС   | 13   | Схід | 11   | 0    |
| 24       | Томаш Енге             |      |      |      |      |      |      |      |      |      |      |      |      |      |      | 12   | 14   | Схід | 0    |
| 25       | Ґастон Маццакане       | Схід | 12   | Схід | Схід |      |      |      |      |      |      |      |      |      |      |      |      |      | 0    |
| 26       | Алекс Юн               |      |      |      |      |      |      |      |      |      |      |      |      |      |      | Схід | Схід | 16   | 0    |
| Поз.     | Пілот                  | АВС  | МАЛ  | БРА  | СМР  | ІСП  | АВТ  | МОН  | КАН  | ЄВР  | ФРА  | ВЕЛ  | НІМ  | УГО  | БЕЛ  | ІТА  | США  | ЯПО  | Очки |
| Джерело: |                        |      |      |      |      |      |      |      |      |      |      |      |      |      |      |      |      |      |      |

| Приклад      | Опис                                                              |
| ------------ | ----------------------------------------------------------------- |
| 1            | Переможець                                                        |
| 2            | Друге місце                                                       |
| 3            | Третє місце                                                       |
| 5            | Фінішував у очковій зоні                                          |
| 12           | Фінішував поза очковою зоною                                      |
| НКЛ          | Фінішував, але не класифікований                                  |
| Схід         | Не фінішував і не класифікований                                  |
| НКВ          | Не кваліфікований                                                 |
| НПКВ         | Не передкваліфікований                                            |
| ДСК          | Дискваліфікований                                                 |
| ТТР          | Брав участь тільки в тренуваннях                                  |
| тест         | Тестер по п'ятницях (з 2003 року)                                 |
| НС           | Брав участь у Гран-прі як бойовий пілот, але не стартував у гонці |
| Т            | Травмований чи хворий                                             |
| Викл         | Виключений із протоколу                                           |
| Від          | Відмова від участі                                                |
| НТР          | Не брав участі в тренуваннях                                      |
| НПР          | Не прибув на Гран-прі                                             |
| С            | Гонка скасована                                                   |
|              | Не брав участі                                                    |
| Жирний шрифт | Поул-позиція                                                      |
| Курсив       | Швидке коло                                                       |

Примітки:
- — Пілоти, що не фінішували на Гран-прі, але були класифіковані, оскільки подолали понад 90 % дистанції.

### Конструктори
| Поз.     | Конструктор      | №  | АВС  | МАЛ  | БРА  | СМР  | ІСП  | АВТ  | МОН  | КАН  | ЄВР  | ФРА  | ВЕЛ  | НІМ  | УГО  | БЕЛ  | ІТА  | США  | ЯПО  | Очки |
| -------- | ---------------- | -- | ---- | ---- | ---- | ---- | ---- | ---- | ---- | ---- | ---- | ---- | ---- | ---- | ---- | ---- | ---- | ---- | ---- | ---- |
| 1        | Ferrari          | 1  | 1    | 1    | 2    | Схід | 1    | 2    | 1    | 2    | 1    | 1    | 2    | Схід | 1    | 1    | 4    | 2    | 1    | 179  |
| 1        | Ferrari          | 2  | 3    | 2    | Схід | 3    | Схід | 3    | 2    | Схід | 5    | 3    | 3    | 2    | 2    | 5    | 2    | 15†  | 5    | 179  |
| 2        | McLaren-Mercedes | 3  | Схід | 6    | Схід | 4    | 9†   | Схід | Схід | 3    | 6    | НС   | 1    | Схід | 5    | 4    | Схід | 1    | 4    | 102  |
| 2        | McLaren-Mercedes | 4  | 2    | 3    | 1    | 2    | 5    | 1    | 5    | Схід | 3    | 4    | Схід | Схід | 3    | 2    | Схід | 3    | 3    | 102  |
| 3        | Williams-BMW     | 5  | Схід | 5    | Схід | 1    | Схід | Схід | Схід | 1    | 4    | 2    | Схід | 1    | 4    | 7    | 3    | Схід | 6    | 80   |
| 3        | Williams-BMW     | 6  | Схід | Схід | Схід | Схід | 2    | Схід | Схід | Схід | 2    | Схід | 4    | Схід | 8    | Схід | 1    | Схід | 2    | 80   |
| 4        | Sauber-Petronas  | 16 | 4    | Схід | 3    | 7    | 6    | 9    | Схід | Схід | Схід | 6    | 6    | Схід | 6    | Схід | 11   | 6    | 9    | 21   |
| 4        | Sauber-Petronas  | 17 | 6    | Схід | Схід | Схід | 8    | 4    | 10   | 4    | 10   | 7    | 5    | Схід | 7    | НС   | 7    | Схід | Схід | 21   |
| 5        | Jordan-Honda     | 11 | 5    | 4    | 11†  | 6    | Схід | Схід | Схід | 7    | Схід | 8    | 7    | Схід | Схід | Схід | Схід | 4    | 8    | 19   |
| 5        | Jordan-Honda     | 12 | Схід | 8    | 5    | 5    | 4    | ДСК  | Схід | 11†  | Схід | 5    | Схід | Схід | 10   | 6    | 8    | 7    | Схід | 19   |
| 6        | BAR-Honda        | 9  | 7    | Схід | 4    | 8    | 7    | 5    | Схід | Схід | Схід | 9    | Схід | 7    | Схід | 11   | 9    | 11   | 13   | 17   |
| 6        | BAR-Honda        | 10 | Схід | Схід | 7    | Схід | 3    | 8    | 4    | Схід | 9    | Схід | 8    | 3    | 9    | 8    | 6    | Схід | 10   | 17   |
| 7        | Benetton-Renault | 7  | 13   | Схід | 6    | Схід | 14   | Схід | Схід | Схід | 11   | 11   | 13   | 4    | Схід | 3    | 10   | 8    | 17†  | 10   |
| 7        | Benetton-Renault | 8  | 14†  | 11   | 10   | 12   | 15   | Схід | 7    | Схід | 13   | 16†  | 15   | 5    | Схід | Схід | Схід | 9    | 7    | 10   |
| 8        | Jaguar-Cosworth  | 18 | 11   | Схід | Схід | Схід | Схід | 7    | 3    | Схід | 7    | Схід | 9    | Схід | Схід | НС   | Схід | 5    | Схід | 9    |
| 8        | Jaguar-Cosworth  | 19 | 8    | 10   | Схід | 11   | Схід | Схід | Схід | 6    | 8    | 14   | 12   | Схід | 11   | Схід | 5    | 12   | Схід | 9    |
| 9        | Prost-Acer       | 22 | 9    | 9    | 8    | 9    | 10   | 10   | 6    | 5    | 15†  | 12   | 11   | 6    | Схід | 9    | Схід | 10   | 12   | 4    |
| 9        | Prost-Acer       | 23 | Схід | 12   | Схід | Схід | 11   | 11   | Схід | 8    | 12   | 10   | Схід | Схід | Схід | НС   | 12   | 14   | Схід | 4    |
| 10       | Arrows-Asiatech  | 14 | 10   | 7    | Схід | Схід | 12   | 6    | 8    | 10†  | Схід | 13   | 10   | 9    | 12   | 10   | Схід | Схід | 15   | 1    |
| 10       | Arrows-Asiatech  | 15 | Схід | Схід | Схід | 10   | Схід | Схід | 9    | Схід | Схід | Схід | 14   | 8    | Схід | 12   | Схід | 13   | 14   | 1    |
| 11       | Minardi-European | 20 | Схід | 14   | 9    | Схід | 16   | Схід | Схід | 9    | Схід | 15   | НКВ  | Схід | Схід | 13   | Схід | Схід | 16   | 0    |
| 11       | Minardi-European | 21 | 12   | 13   | Схід | Схід | 13   | Схід | Схід | Схід | 14   | 17†  | 16   | 10   | Схід | НС   | 13   | Схід | 11   | 0    |
| Поз.     | Конструктор      | №  | АВС  | МАЛ  | БРА  | СМР  | ІСП  | АВТ  | МОН  | КАН  | ЄВР  | ФРА  | ВЕЛ  | НІМ  | УГО  | БЕЛ  | ІТА  | США  | ЯПО  | Очки |
| Джерело: |                  |    |      |      |      |      |      |      |      |      |      |      |      |      |      |      |      |      |      |      |

| Приклад      | Опис                                                              |
| ------------ | ----------------------------------------------------------------- |
| 1            | Переможець                                                        |
| 2            | Друге місце                                                       |
| 3            | Третє місце                                                       |
| 5            | Фінішував у очковій зоні                                          |
| 12           | Фінішував поза очковою зоною                                      |
| НКЛ          | Фінішував, але не класифікований                                  |
| Схід         | Не фінішував і не класифікований                                  |
| НКВ          | Не кваліфікований                                                 |
| НПКВ         | Не передкваліфікований                                            |
| ДСК          | Дискваліфікований                                                 |
| ТТР          | Брав участь тільки в тренуваннях                                  |
| тест         | Тестер по п'ятницях (з 2003 року)                                 |
| НС           | Брав участь у Гран-прі як бойовий пілот, але не стартував у гонці |
| Т            | Травмований чи хворий                                             |
| Викл         | Виключений із протоколу                                           |
| Від          | Відмова від участі                                                |
| НТР          | Не брав участі в тренуваннях                                      |
| НПР          | Не прибув на Гран-прі                                             |
| С            | Гонка скасована                                                   |
|              | Не брав участі                                                    |
| Жирний шрифт | Поул-позиція                                                      |
| Курсив       | Швидке коло                                                       |

Примітки:
- — Пілоти, що не фінішували на Гран-прі, але були класифіковані, оскільки подолали понад 90 % дистанції.

## Виноски
1. ↑  Гайнц-Гаральд Френтцен брав участь в першій практиці на Гран-прі Канади, але був змушений відмовитися від подальшої участі після того, як отримав травму під час вільної практики.[1]
2. ↑  Девід Култгард показав найшвидший час у кваліфікації, але був змушений стартувати з кінця пелотону через те, що його болід заглохнув на підготовчому колі. Поул-позиція залишилася вакантною на стартовій решітці, а Міхаель Шумахер, що стартував з другого місця, був першим серед усіх пілотів. Попри це Култгард вважається володарем поулу.
3. ↑  Хуан-Пабло Монтоя встановив найшвидший час у кваліфікації, але почав гонку з останнього місця після зупинки на другому підготовчому колі. Поул-позиція залишилася вакантною на стартовій решітці. Ральф Шумахер, що стартував з другого місця, був першим серед усіх пілотів. Попри це Монтоя вважається володарем поулу.